# Kádr
Kádr (z francouzského cadre, tj. rám, rámec) je skupina osob tvořící spolehlivý základ nebo rámec většího celku v různých oblastech lidské činnosti. Zpravidla je tvořen týmem odborně či politicky zdatných a zkušených pracovníků (vojáků, vědců, sportovců, politiků atd.)

## Vojenství
Ve vojenství se kádrem rozumí skupina profesionálních důstojníků a poddůstojníků tvořících základ formující se vojenské jednotky a zodpovědných za výcvik zbylých vojáků v jednotce.

## Politika
V politice tvoří kádr vedoucí představitelé a věrné jádro politické organizace (politické strany). V zemích sovětského bloku to byli především prověření a politicky vyškolení pracovníci, z nichž byli vybíráni vedoucí funkcionáři ve straně, státní správě, společenských organizacích, státních podnicích apod.

## Sport
Ve sportu (zejména v kolektivních sportech) se jako kádr označuje skupina hráčů, které má sportovní organizace k dispozici pro sestavení soutěžního týmu (protože ve většině sportů je počet hráčů, kteří se mohou zúčastnit utkání, omezen pravidly).